# Gil Baroni
Gilfranco Baroni, detto Gil (Como, 13 marzo 1937 – Roma, 26 aprile 2020), è stato un attore e doppiatore italiano.

## Biografia
Era il padre dei doppiatori Emanuela e Marco Baroni.
Dal 1987 al 1991 ha dato la voce ad Archimede Pitagorico e dal 1988 al 1997 a Tigro.

## Filmografia

### Cinema
- Chewingum, regia di Biagio Proietti (1984)
- Il mostro di Firenze regia di Cesare Ferrario (1986)
- Banditi, regia di Stefano Mignucci (1995)
- La vita è bella, regia di Roberto Benigni (1997)
- Senza salutare (1997)

### Televisione
- La piovra, regia di Luigi Perelli (1989)
- Una prova d'innocenza, regia di Tonino Valerii (1990)
- Un commissario a Roma, regia di Luca Manfredi (1993)
- In nome della famiglia, regia di Vincenzo Verdecchi (1995)
- Pepe Carvalho, episodio Il centravanti è stato assassinato verso sera (1999)

## Teatro
- Gli ingannati, regia di Fulvio Tolusso
- Antigone, regia di Fulvio Tolusso
- Processo a Gesù, regia di Fulvio Tolusso
- Un uomo è un uomo, regia di Fulvio Tolusso
- Enrico VI, Re Lear, Santa Giovanna dei macelli, regia di Giorgio Strehler
- Vincent e l'amica degli uomini importanti, regia di Aldo Trionfo
- Come vi garba, regia di Luchino Visconti
- L'augellia belvedere, regia di Giovanni Poli
- Macbeth, regia di Vittorio Gassman
- Chi fa per tre, regia di Pietro Garinei

## Doppiaggio

### Film
- Michael Gough in Batman - Il ritorno, Batman Forever, Batman & Robin
- John Lithgow in Rosso d'autunno, Giocando nei campi del Signore
- Harris Yulin in Gli ultimi fuorilegge
- M. Emmet Walsh in Free Willy 2
- John Belushi in Animal House
- Donald Crisp in Bobby il cucciolo di Edimburgo[1]
- Vito Scotti in Due ragazzi e un leone[2]
- Richard Wilson in Un'arida stagione bianca[3]
- Steve Kahan in Arma letale 3
- Charles Durning in Mister Hula Hoop
- Paul Dooley in Popeye - Braccio di ferro
- Walt Gorney in Venerdì 13
- Brian Dennehy in Romeo + Giulietta di William Shakespeare
- Andy Griffith in Waitress - Ricette d'amore
- James Karen in La ricerca della felicità
- John Neville in Morti di salute
- Peter Vaughan ne La seduzione del male
- Kevin Tighe ne Il duro del Road House
- Philip Bosco in La vita a modo mio
- John Gielgud in Riccardo III - Un uomo, un re
- Garry Marshall in Mai stata baciata
- James Deuter in 110 e lode
- Oliver Ford Davies in Star Wars - Episodio II - L'attacco dei cloni
- Frank Ronzio in Fuga da Alcatraz
- Michael Fairman in Piovuta dal cielo
- Elliott Gould ne Il diavolo e Max
- Peter Jurasik in Tron
- Nicol Williamson in Nel fantastico mondo di Oz
- James Hong ne Il grande inganno
- Keenan Wynn in Un professore fra le nuvole
- Harvey Korman in Herbie sbarca in Messico
- Ron Rifkin in L.A. Confidential
- William Windom in Miracolo nella 34ª strada
- Jean-François Balmer in La rivoluzione francese
- Kevin Miles in Un grido nella notte
- André Dussollier in La bella e la bestia

### Film tv e miniserie
- Jason Robards in F.D.R.: The last year
- John Houseman in Venti di guerra
- Peter Ustinov in Il giro del mondo in 80 giorni
- James Cromwell in Angels in America
- Vincent Schiavelli in La montagna della strega

### Serie TV
- Danny DeVito in Taxi
- Mills Watson in Lobo
- Tom Bosley in Happy Days
- Judd Hirsch in Numb3rs
- Andy Griffith in Matlock
- Max Wright in ALF
- John Sylvester White in I ragazzi del sabato sera
- Roy Dotrice in La bella e la bestia
- Jackie Wright in Benny Hill Show

### Film d'animazione
- Tigro ne Le avventure di Winnie the Pooh e Winnie the Pooh alla ricerca di Christopher Robin
- Sbuccia in Red e Toby nemiciamici
- Francis in Oliver & Company
- Conte Bloodcount in Daffy Duck's Quackbusters - Agenzia acchiappafantasmi
- Flip in Piccolo Nemo - Avventure nel mondo dei sogni

### Cartoni animati
- Archimede Pitagorico (1° voce) in DuckTales - Avventure di paperi
- Tigro ne Le nuove avventure di Winnie the Pooh
- Nonno Puffo in Puffi
- Boss in Mazinga Z e Mazinkaiser
- Mickey Rooney ne I Simpson